# Światowa Federacja Karate
Światowa Federacja Karate (ang. World Karate Federation, skrót WKF) – międzynarodowa organizacja pozarządowa, zrzeszająca 191 narodowych federacji.
Jest największa platforma rozgrywania zawodów sportowych karate na świecie. Zrzesza ponad 190 krajów i wszystkie style karate w tym cztery najważniejsze:
- shōtōkan
- shitō-ryū
- gōjū-ryū
- wadō-ryū

W ramach tej największej na świecie i najbardziej prestiżowej organizacji zrzeszającej 100 milionów trenujących, rozgrywane są zawody krajowe, kontynentalne i światowe. WKF organizuje cykliczne rozgrywki - turnieje w ramach PREMIER KARATE1 LEAGUE . W 2000 r. WKF została przyjęta do rodziny olimpijskiej. Na kadencję 2014-2018 szefem komitetu wykonawczego WKF został wybrany Hiszpan Antonio Espinós.
Decyzją Międzynarodowego Komitetu Olimpijskiego karatecy, zrzeszeni w WKF, wystartują po raz pierwszy na Igrzyskach Olimpijskich w Tokyo w 2020 roku.